# Бислой

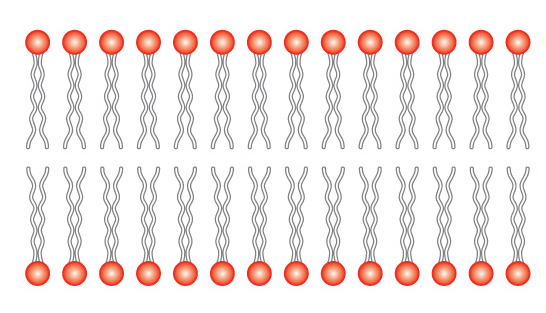
Схема липидного бислоя: красным обозначена полярная «голова» молекулы, серым — неполярный «хвост» (углеводородная цепь)

Бисло́й (липидны́й бисло́й) или двусло́й — двойной молекулярный слой, формируемый полярными липидами в водной среде.

## Описание
В липидном бислое молекулы ориентированы таким образом, что их полярные фрагменты обращены в сторону водной фазы и формируют две гидрофильные поверхности, связность которых обеспечивается водородными связями, а неполярные «хвосты» образуют гидрофобную область внутри бислоя (см. рис.), стабилизированную Ван-дер-Ваальсовыми взаимодействиями. Бислой — термодинамически выгодная форма ассоциации полярных липидов в водной среде. Липидный бислой, состоящий из фосфолипидов (фосфатидилхолина, фосфатидилсерина и др.), является основой биологических мембран, устойчивость которых в латеральной плоскости обеспечивается водородными связями фосфатных групп через молекулы воды (на схеме опущена). Его толщина составляет обычно 4—5 нм. Из фосфолипидов изготавливают липосомы и наносомы для инкапсулирования и доставки биологически активных веществ, применяемых в медицине и косметологии.

## Источник
- Химическая энциклопедия. Т. 2. — М.: Советская энциклопедия, 1990. — 597 с.